# Medicine Lake (Montana)
Medicine Lake è una città degli Stati Uniti d'America situata nel Montana, nella Contea di Sheridan.